# Legião Urbana (álbum)
Legião Urbana é o álbum de estreia da banda brasileira de rock Legião Urbana, lançado em 2 de janeiro de 1985, pela EMI. O disco foi gravado entre outubro a dezembro de 1984, e gravado por Amaro Moço como disco de vinil. "Será", "Geração Coca-Cola" e "Ainda É Cedo" puxaram a boa vendagem do álbum e se tornaram alguns dos grandes sucessos da rádio brasileira. A capa do LP foi concebida por Ricardo Leite,  a arte do encarte por Renato Russo, e os desenhos feitos pelo baterista Marcelo Bonfá. Já as fotos são de Maurício Valladares.
Para divulgação do disco, "Será" foi escolhida como primeira música de trabalho, e um vídeo clipe foi feita para ela, gravado entre os dias 25, 26 e 27 de maio de 1985 na casa noturna Rose Bom Bom, em São Paulo, com direção de Toniko Melo. Toda as faixas exceto "Por Enquanto" já estavam prontas antes das sessões de gravação do disco.
Legião Urbana vendeu 550.000 cópias e foi classificado na 40ª posição na lista dos 100 maiores discos da música brasileira pela Rolling Stone Brasil.

## Antecedentes
No início dos anos 1980, o futuro líder da Legião Urbana, Renato Russo, era amigo dos integrantes da banda já estabelecida Os Paralamas do Sucesso. O primeiro disco deles, Cinema Mudo, estava em processo de produção e conteria "Química", uma faixa assinada por Renato. Jorge Davidson, então gerente artístico do departamento internacional da EMI-Odeon, gravadora por meio da qual o disco seria lançado, ouviu a faixa e quis conhecer mais sobre Renato e a Legião Urbana.
Após ser promovido a diretor artístico do departamento nacional, Jorge convidou a Legião Urbana para integrar a carteira de artistas da marca, sendo a primeira banda que ele chamou:
| “ | Liguei para Brasília porque ouvi naquela fita um músico razoável, mas um excelente cantor com letras impressionantes. Falei diretamente com o Renato e convidei a banda para vir ao Rio gravar um compacto. Ele não foi humilde nem se emocionou, mas se mostrou gentil e agradável. Fez uma série de perguntas, como se já fosse um artista em negociação, e aceitou o convite. | ” |

## Produção e gravação

### Pré-produção e chegada de Renato Rocha
A banda foi para o Rio de Janeiro e iria inicialmente gravar apenas um compacto com duas canções, mas teve dificuldades em conseguir um produtor. Marcelo Sussekind (Herva Doce) foi o primeiro a ser convidado (por Jorge), mas recusou. Em seguida, foram atrás de Rick Ferreira, guitarrista que acompanhava Raul Seixas, mas divergências artísticas entre ele e a banda colocaram fim à breve história entre eles.
Quando estava prestes a desistir, o grupo foi incentivado por Mayrton Bahia, então gerente de repertório da EMI-Odeon, a permanecer. Ele os explicou como a indústria musical funcionava e como eles deveriam se comportar ao toparem com alguma dificuldade.
Dois meses depois, a banda voltou ao Rio com três boas notícias: conheceriam Raul pessoalmente, uma vez que o mesmo se hospedara, na época, no mesmo hotel que eles; gravariam um disco completo, e não mais apenas um compacto; e já tinham um produtor garantido: José Emilio Rondeau. O próprio José foi à EMI pedir para produzir o disco, após saber que a banda havia fechado contrato com a empresa. A relação com José também enfrentou dificuldades. O produtor teve muitas discussões especificamente com Marcelo - numa delas, chegou a entrar em seu carro para abandonar o trabalho, mas Renato e Marcelo foram até ele implorar para que ficasse.
Foi nesse meio tempo que a banda passou a contar com um quarto elemento: o baixista Renato Rocha, recrutado após Renato Russo, que na época também empunhava o baixo, perder parte dos movimentos nas mãos em decorrência de tentar cortar os próprios pulsos. De início, o baixista agia de forma reservada, limitando-se a seguir as recomendações do colega homônimo. Ele contribuiu, contudo, com o arranjo de "A Dança".

### Gravação
A banda tinha como objetivo produzir um trabalho "simples, com poucas firulas musicais e muita autenticidade". Renato Russo gravava sua voz com dois microfones valvulados; um à frente da boca e outro acima dele, para capturar a reverberação. A bateria de Marcelo era gravada por microfones estrategicamente posicionados pelas paredes e janelas do estúdio. José trabalhou para satisfazer o desejo da banda de não fazer um som nem muito cru, nem muito artificial.
Ao editar a faixa "Perdidos no Espaço" com uma lâmina de barbear e uma fita adesiva, ele iniciou a tendência de se editar, copiar e colar fitas de gravação de modo artesanal, numa era pré-digital.
O resultado final do disco não agradou totalmente a Renato Russo. Ele queria que o trabalho soasse como se houvesse sido gravado ao vivo, com todos os membros tocando juntos. Contudo, apenas "Petróleo do Futuro" atingiu este patamar.
"Geração Coca Cola" era considerada a canção mais importante pelos executivos da gravadora. Mas Jorge mostrou apenas a letra para eles, temendo que a instrumentação "pesada" e "contestadora" colocasse em risco o contrato. Na verdade, a EMI-Odeon esperava um folk; por isso, Jorge sugeriu que a banda se inspirasse em Bob Seger e gravasse a peça com violões. Vários formatos foram tentados, incluindo versões humorísticas e tocadas como para uma festa, mas o que acabou sendo colocado no disco foi uma versão "menos crua, mas totalmente fiel" ao que a banda queria.

### Som
Dois anos após o lançamento de Legião Urbana, Renato Russo declararia:
| “ | Muitos disseram que nosso primeiro disco é pessimista, político, pesado e negativo. Eu não acho, porque são apenas comentários de coisas da vida. 'Será' é uma música esperançosa, 'Geração CocaCola' aponta o dedo porque é irônica e 'Por Enquanto' fala de saudade, da coisa do amor. 'O Reggae' tem uma letra violenta sobre o sistema educacional e a hipocrisia em geral. Embora as letras não ofereçam soluções e happy ends, não acho que sejam pessimistas. É um reflexo do que a gente vive. | ” |

## Recepção crítica e legado
| Críticas profissionais | Críticas profissionais |
| Avaliações da crítica  | Avaliações da crítica  |
| Fonte                  | Avaliação              |
| ---------------------- | ---------------------- |
| allmusic               | [ 16 ]                 |

No final do ano de 1985, o álbum foi premiado nas categorias "Melhor Álbum do Ano", "Melhor Vocalista" (Renato Russo) e "Melhor Letrista" (Renato Russo), pela extinta Revista Bizz da Editora Abril.[carece de fontes?]
Alvaro Neder, escrevendo para o Allmusic, deu ao álbum duas estrelas e meia de cinco. Ele observou que "como muitas bandas jovens, desde cedo eles claramente não tinham a confiança necessária para fazer valer as suas opiniões sobre os de sua gravadora", e descreveu "Ainda é Cedo" como "sem dúvida o primeiro triunfo absoluto da banda."
Em 2014, uma versão instrumental da faixa "Por Enquanto" foi usada como música de fundo para um comercial televisivo da cerveja Brahma para a Copa do Mundo FIFA de 2014.
Em 2015, o álbum foi relançado como Legião Urbana 30 Anos em dois CDs e pela Universal Music. Um dos discos é o álbum original e o outro é um disco novo composto por relançamentos.

## Lista de faixas
Todas as canções produzidas por José Emilio Rondeau.
| Legião Urbana – Edição padrão |                        |                                             |         |  |
| N.º                           | Título                 | Compositor(es)                              | Duração |  |
| 1.                            | "Será"                 | Renato Russo Marcelo Bonfá Dado Villa-Lobos | 2:28    |  |
| 2.                            | "A Dança"              | Russo Bonfá Villa-Lobos                     | 4:00    |  |
| 3.                            | "Petróleo do Futuro"   | Russo Villa-Lobos                           | 3:02    |  |
| 4.                            | "Ainda É Cedo"         | Russo Bonfá Villa-Lobos Ico Ouro-Preto      | 3:55    |  |
| 5.                            | "Perdidos no Espaço"   | Russo Bonfá Villa-Lobos                     | 2:57    |  |
| 6.                            | "Geração Coca-Cola"    | Russo                                       | 2:20    |  |
| 7.                            | "O Reggae"             | Russo Bonfá                                 | 3:32    |  |
| 8.                            | "Baader-Meinhof Blues" | Russo Bonfá Villa-Lobos                     | 3:10    |  |
| 9.                            | "Soldados"             | Russo Bonfá                                 | 4:50    |  |
| 10.                           | "Teorema"              | Russo Bonfá Villa-Lobos                     | 3:04    |  |
| 11.                           | "Por Enquanto"         | Russo                                       | 3:15    |  |
| Duração total:                | Duração total:         | Duração total:                              | 36:33   |  |

| Legião Urbana 30 Anos – CD bônus do relançamento de 2015 |                                                              |                                                     |         |  |
| N.º                                                      | Título                                                       | Compositor(es)                                      | Duração |  |
| 1.                                                       | "Geração Coca-Cola" (demo de 1983)                           | Renato Russo                                        | 2:20    |  |
| 2.                                                       | "Ainda É Cedo" (demo de 1983)                                | Russo Marcelo Bonfá Dado Villa-Lobos Ico Ouro-Preto | 4:41    |  |
| 3.                                                       | "A Dança" (demo de1983) (com part de Herbert Vianna)         | Russo Bonfá Villa-Lobos                             | 3:03    |  |
| 4.                                                       | "Química" (Clip Pirata)                                      | Russo                                               | 3:55    |  |
| 5.                                                       | "Perdidos no Espaço" (Outtake)                               | Russo Bonfá Villa-Lobos                             | 3:21    |  |
| 6.                                                       | "O Reggae" (Outtake)                                         | Russo Bonfá Villa-Lobos                             | 4:09    |  |
| 7.                                                       | "Renato Apresenta"                                           |                                                     | 3:28    |  |
| 8.                                                       | "Ainda É Cedo" (take 9)                                      | Russo Bonfá Villa-Lobos Ico Ouro-Preto              | 1:15    |  |
| 9.                                                       | "Será" (Outtake)                                             | Russo Bonfá Villa-Lobos                             | 2:31    |  |
| 10.                                                      | "Chamadas de Rádio"                                          |                                                     | 1:04    |  |
| 11.                                                      | "Petróleo do Futuro" (demo BSB)                              | Russo Villa-Lobos                                   | 2:42    |  |
| 12.                                                      | "Ainda É Cedo" (demo BSB)                                    | Russo Bonfá Villa-Lobos Ico Ouro-Preto              | 4:23    |  |
| 13.                                                      | "Teorema" (demo BSB)                                         | Russo Bonfá Villa-Lobos                             | 2:35    |  |
| 14.                                                      | "Aduuuuuuhhh!!" (ao vivo)                                    | Russo Bonfá Villa-Lobos                             | 2:40    |  |
| 15.                                                      | "Profecia de Renato"                                         |                                                     | 1:39    |  |
| 16.                                                      | "Por Enquanto" (Outtake)                                     | Renato Russo                                        | 2:49    |  |
| 17.                                                      | "A Dança" (remix Mario Caldato) (com part de Herbert Vianna) | Russo Bonfá Villa-Lobos                             | 3:04    |  |
| 18.                                                      | "O Reggae" (remix Liminha)                                   | Russo Bonfá                                         | 3:48    |  |

## Créditos
- Renato Russo - vocais, teclado, violão, baixo elétrico (em "Ainda é Cedo")[21]
- Marcelo Bonfá - bateria, percussão, glockenspiel
- Dado Villa-Lobos - guitarra, violão, efeitos
- Renato Rocha - baixo elétrico (exceto em "Ainda é Cedo")
- José Emilio Rondeau - produção
- Ricardo Leite - capa[22]
- Maurício Valladares - fotos

## Desempenho comercial
| País                       | Certificação | Vendas   |
| -------------------------- | ------------ | -------- |
| Brasil (Pro-Música Brasil) | Platina      | 550.000+ |